# Jimmy Bosch
Jimmy Bosch (nascido em Hoboken em 1959) é um músico de salsa estadunidense. Seus pais são portoriquenhos.

## Biografia
Bosch viveu por vinte anos no Bronx, em Nova Iorque. Aos treze anos de idade, começou a tocar trombone. Bosch criava moñas, que são frases musicais. Tocando o instrumento, começou a visitar casas noturnas da cidade, à espera de seu momento. Em 1978, Bosch foi convidado pelo baixista Andy Gonzáles para fazer parte do Conjunto Libre, cuja direção era do percussionista Manny Oquendo. Jimmy começou então a tocar junto a diversos artistas, como Ray Barreto, Rubén Blades e Marc Anthony.